# Почтовая станция Нехачево
Почтовая станция Нехачево (также станционный дом, почтовый двор или гостиный двор Нехачево) представляет собой комплекс построек в деревне Нехачево Ивацевичского района Брестской области (Белоруссия), центральную часть которых занимает станционный дом. Почтовая станция Нехачево была построена в 1840-х годах в период правления Николая I и была частью Московcко-Варшавского шоссе.

## История
В середине XIX века в Нехачево располагалась почтовая станция Заполье (ныне Коссово Полесское), которая относилась к почтовым станциям 1-го разряда. Станция предназначалась для остановки путников во время путешествий и была рассчитана на содержание 60 лошадей. Часть зданий почтовых станций 1-го разряда имели специальные помещения для остановки государя-императора и членов императорской фамилии. Они были отлично меблированы и имели специально разработанные интерьеры.

## Архитектура
Комплекс создан в стиле классицизмa и является памятником истории и архитектуры. В основе типового проекта почтовых станций XIX века по Московско-Варшавскому шоссе лежал проект Луиджи Руска. Главный фасад представляет собой плоскую стену с ризалитом в центре. Центральное здание фланкировано двумя большими арками ворот, прорезанными в этой стене и обработанными клиновидным плоским рустом. Ворота с обеих сторон дома ведут на обширный двор обстроенный зданиями выходящими торцами на главный фасад. В центре двора расположен колодец. Весь комплекс имеет строго симметричное построение и занимает большой участок.

## Современность
В настоящее время на территории открыт гостиничный комплекс «Гостиный двор Нехачево», который включает в себя номера для проживания гостей, ресторан, бар, боулинг, бильярд.